# Movila
Movila is een Roemeense gemeente in het district Ialomița.
Movila telt 2041 inwoners.